# Laupala parapacifica
Laupala parapacifica är en insektsart som beskrevs av Otte, D. 1994. Laupala parapacifica ingår i släktet Laupala och familjen syrsor. Inga underarter finns listade i Catalogue of Life.